# Billy (Allier)
Billy (okzitanisch Bilhi) ist eine französische Gemeinde mit 823 Einwohnern (Stand 1. Januar 2022) im Département Allier in der Region Auvergne-Rhône-Alpes (vor 2016 Auvergne). Sie gehört zum Arrondissement Vichy und zum Kanton Saint-Pourçain-sur-Sioule. Die Einwohner werden Billyssois genannt.

## Geografie
Billy liegt etwa zwölf Kilometer nördlich von Vichy am Allier. Umgeben wird Billy von den Nachbargemeinden Créchy im Norden, Sanssat im Nordosten, Saint-Félix im Osten, Seuillet im Südosten und Süden, Saint-Germain-des-Fossés im Süden, Saint-Rémy-en-Rollat im Südwesten sowie Marcenat im Westen. Durch die Gemeinde führt die Route nationale 209. Auf dem Gemeindegebiet befand sich der Haltepunkt Billy-Marcenat an der Bahnstrecke Moret-Veneux-les-Sablons–Lyon-Perrache, welcher heutzutage nicht mehr bedient wird.

## Bevölkerungsentwicklung
| Jahr                       | 1962 | 1968 | 1975 | 1982 | 1990 | 1999 | 2006 | 2016 | 2022 |
| Einwohner                  | 820  | 1084 | 912  | 921  | 1007 | 929  | 852  | 781  | 823  |
| Quellen: Cassini und INSEE |      |      |      |      |      |      |      |      |      |

## Sehenswürdigkeiten
- Kirche Saint-Cyr-Sainte-Julitte aus dem 11./12. Jahrhundert
- Burg Billy aus dem 13./14. Jahrhundert, seit 1921 Monument historique
- Haus Le Marchand von 1566, Monument historique seit 1962
- Stadttor

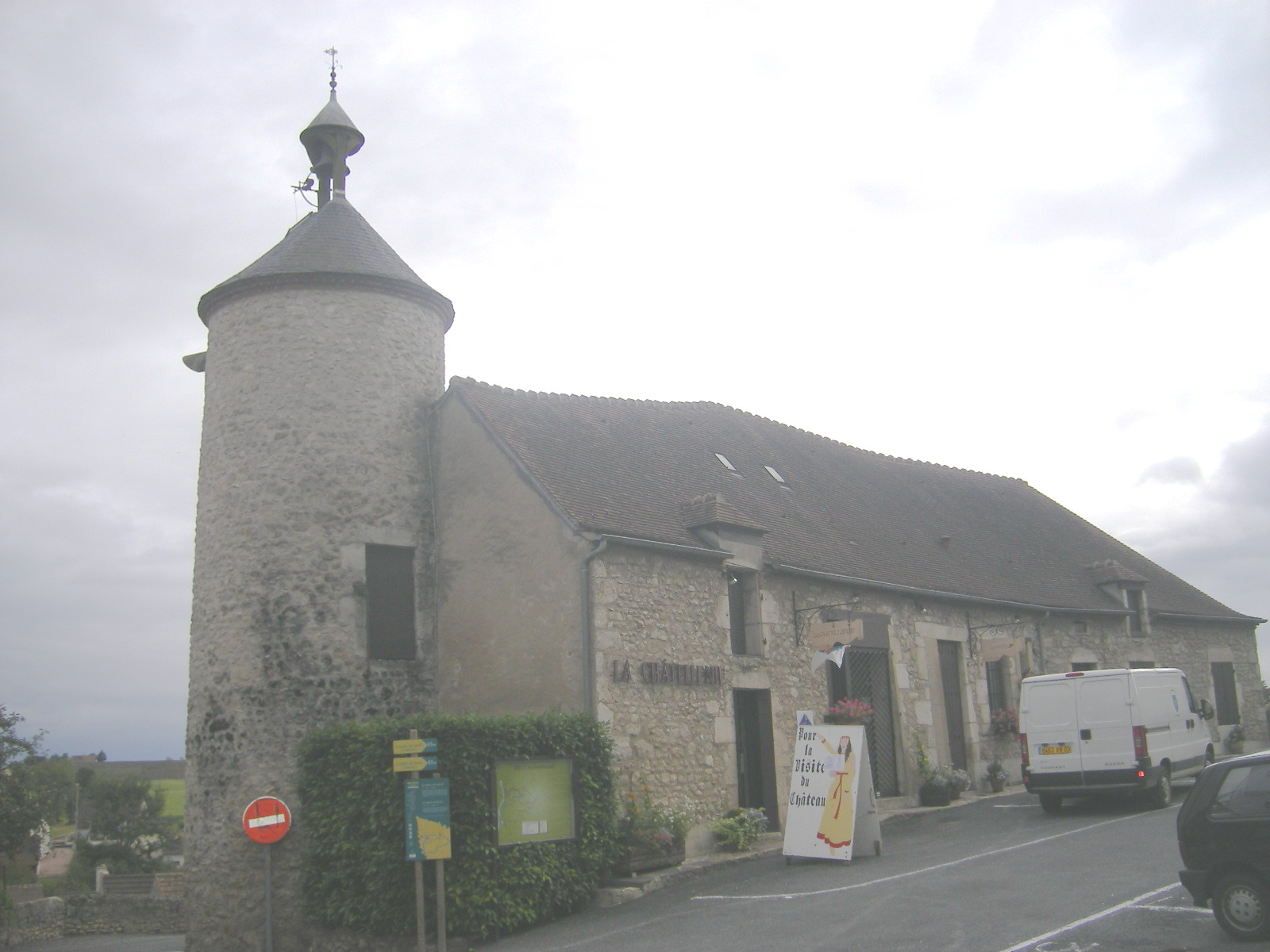
Kirche Saint-Cyr-Sainte-Julitte
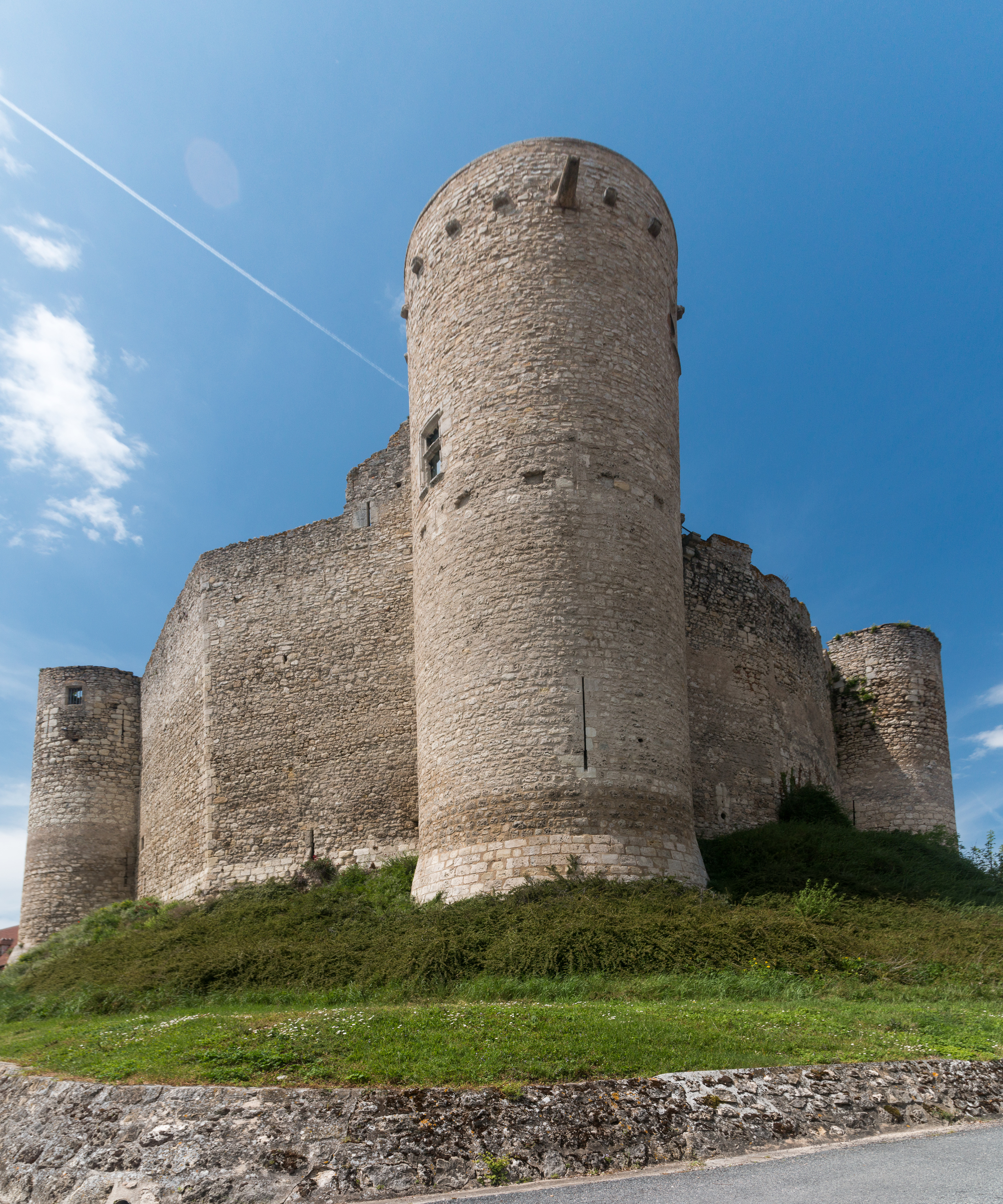
Burg
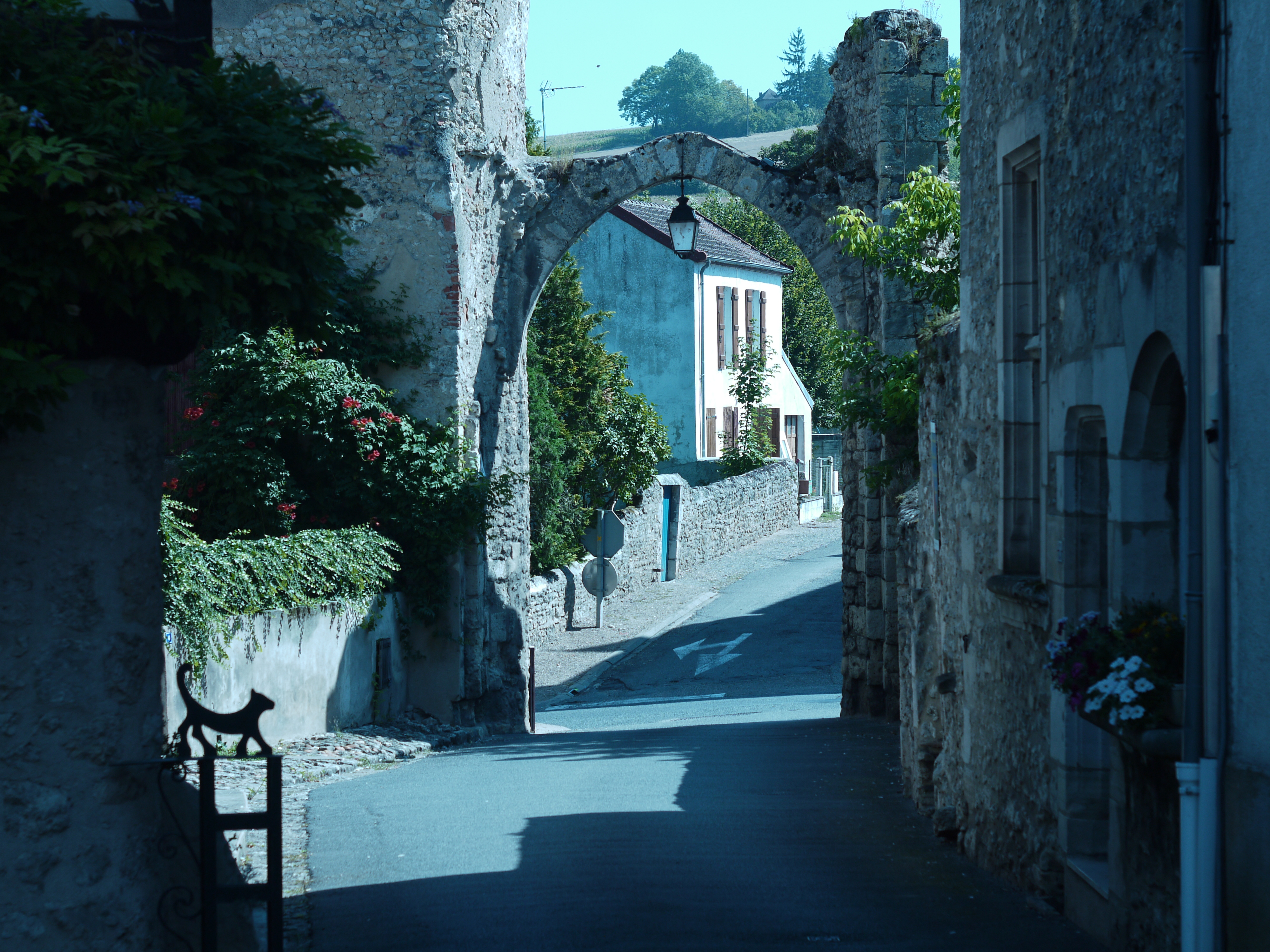
Ortstor
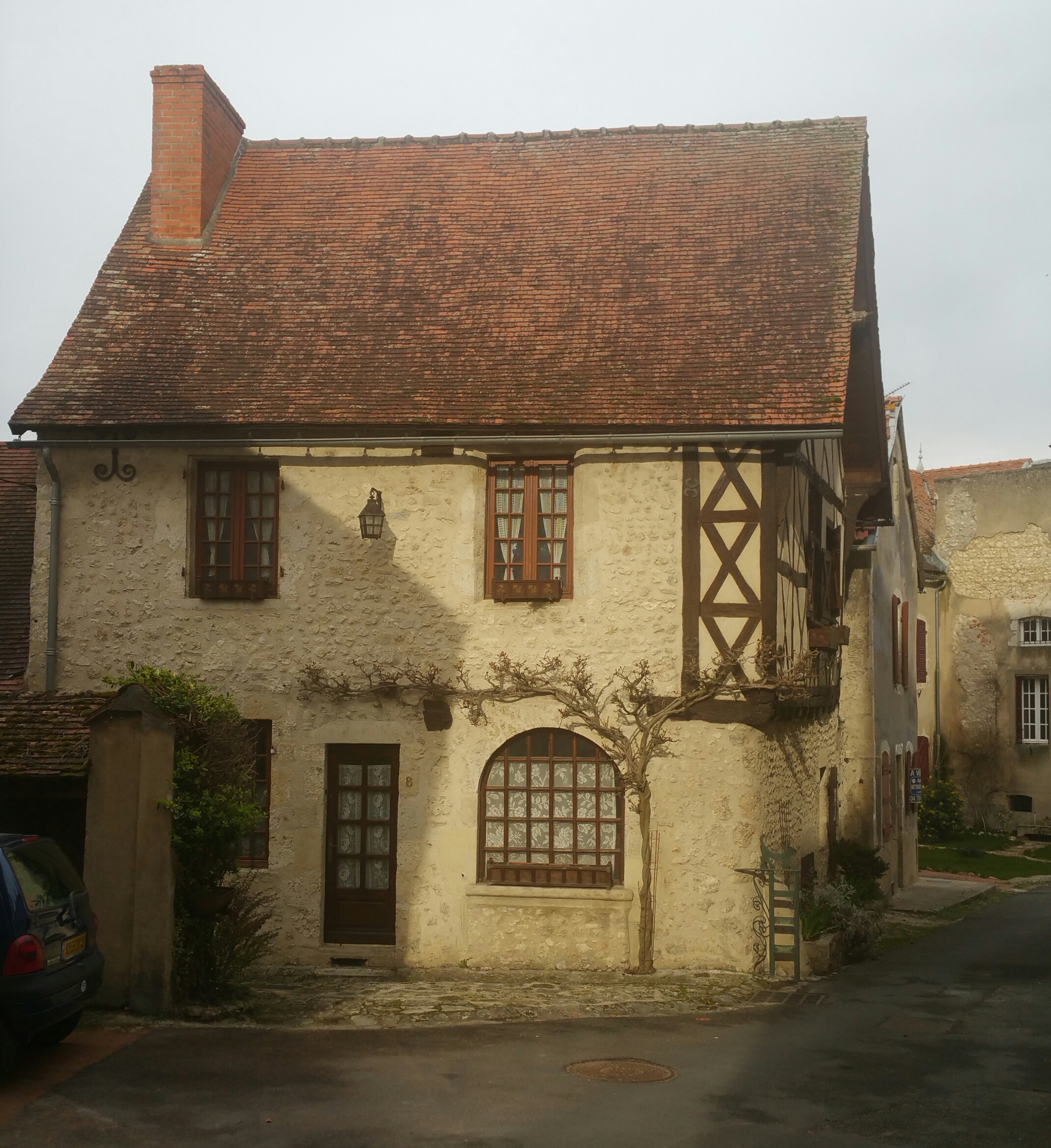
Haus Le Marchand